# Judéo-marocain
 (janvier 2016).
Si vous disposez d'ouvrages ou d'articles de référence ou si vous connaissez des sites web de qualité traitant du thème abordé ici, merci de compléter l'article en donnant les références utiles à sa vérifiabilité et en les liant à la section « Notes et références ».

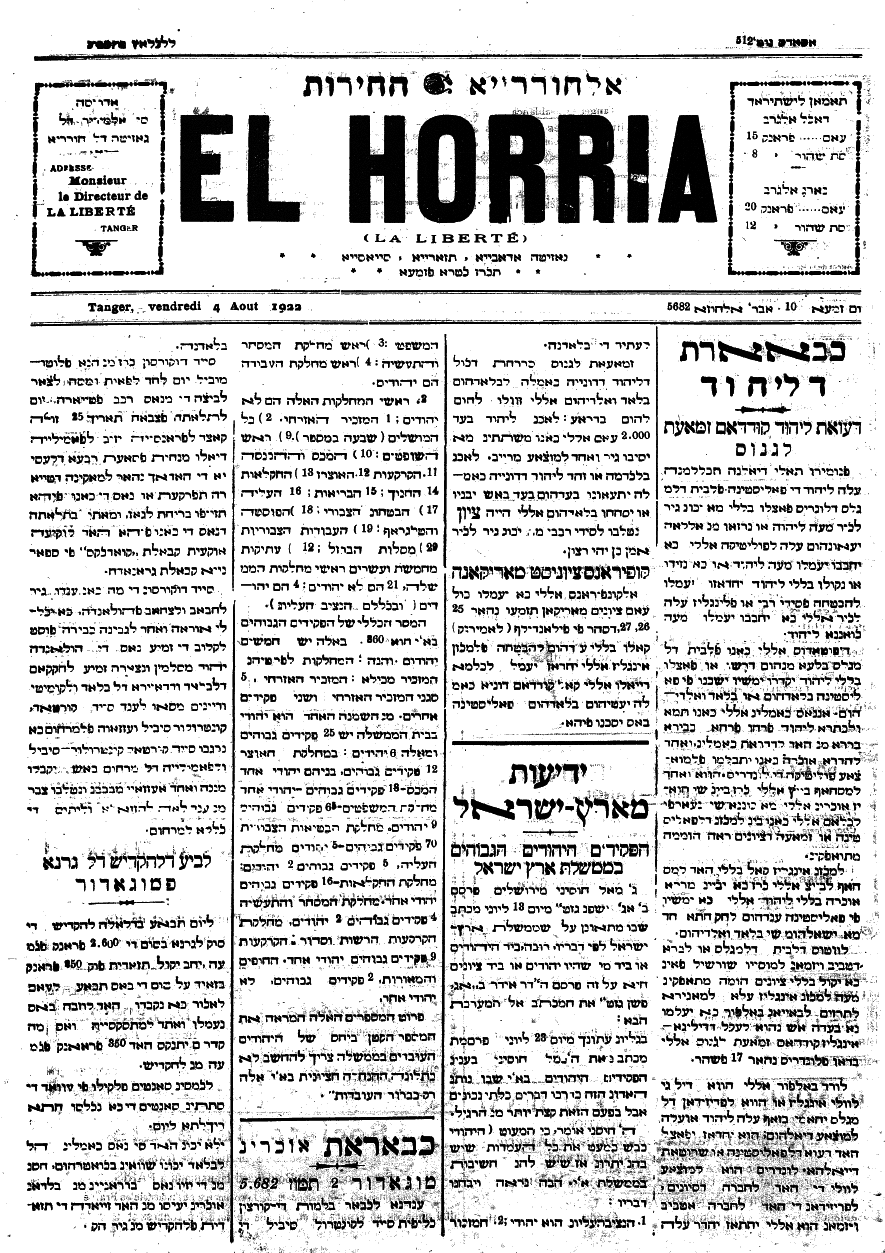
Un journal judéo-marocain publié à Tanger en judéo-marocain et français.

Le judéo-marocain est une variété d'arabe parlé par les juifs qui vivent ou qui vivaient au Maroc.

## Histoire
Communément utilisé dans la communauté juive, le dialecte judéo-marocain comprend des influences venant de nombreuses langues, l'arabe, l'espagnol (dû à la proximité de l'Espagne), le judéo-espagnol du Maroc (dû à l'afflux de réfugiés séfarades venus d'Espagne après l'expulsion de 1492), le français et l'hébreu. Ce dialecte a de nombreuses ressemblances avec le judéo-tunisien et quelques ressemblances avec le dialecte de Tripoli mais il reste dissemblable du dialecte judéo-iraquien (en).

## Aujourd'hui
La grande majorité des 265 000 juifs du Maroc ont émigré vers Israël, l'Europe et l'Amérique du Nord après 1948. Bien que 3 000 juifs résident encore au Maroc à ce jour, la plupart des membres de la nouvelle génération parlent français comme première langue à la place de l'arabe, et leur arabe est plus proche de l'arabe marocain que du judéo-marocain. On estime qu'il y a 8 925 personnes parlant le judéo-marocain au Maroc, la plupart à Meknès, Casablanca et Fès, et 250 000 en Israël. La plupart d'entre eux étant des personnes âgées. La radio israélienne propose un programme de radio en judéo-marocain.

## Exemples de phrases en judéo-marocain
- Bonjour: שלמה slàma / שלמה עליכ slàma 3lik
- Au revoir: בשלמה b slàma / בשלמה עליכ b slàma 3lik
- Merci: מרסי mersi
- Oui: ייה iyeh
- Non: לא llā
- Comment vas-tu ?: אשכברכ? àch khbark?
- Bien merci: לבש, מרסי là bàs, mersi
- Bien / Pas de problèmes: là bàs

## Un alphabet de tchat judéo-marocain
Pour plus de détails sur la transcription du judéomarocain en caractères latins reportez-vous à l'article Alphabet de tchat arabe

## Les particularités du judéo-marocain
Comme l’arabe dialectal marocain, le judéo-marocain est fortement imprégné de berbère, d'espagnol et de français. De plus il inclut de nombreux mots et expressions venus de l’hébreu et de l’araméen. Essentiellement une langue parlée, il présente des variations importantes dans la prononciation et même dans le vocabulaire selon la région. 
Par rapport à l'arabe dialectal marocain voici quelques altérations typiques de la prononciation du judéo-marocain dans la région de Casablanca : 
| altération | exemple              |
| ---------- | -------------------- |
| ch en s    | chems (soleil), sems |
| j en z     | jib (apporte), zib   |
| g en q     | goul (dire), qol     |
| d en t     | dħek (rire), tħek    |
| i en é     | âti (donne), âté     |
| ou en o    | goul (dire), qol     |

Pour l'écrit, le judéo-marocain était souvent transcrit en utilisant l’alphabet hébreu augmenté de ponctuations pour figurer les rares sons manquants. On a retrouvé quantité de documents (documents religieux, contrats de mariage, contrats commerciaux, factures etc.) ainsi rédigés en judéo-arabe et transcrits en hébreu.
Un dictionnaire français-judéo-marocain est maintenant disponible sur amazon sous forme imprimée ou numérique.

## Dictionnaire français-judéomarocain
Un dictionnaire "Imma Hbiba français-judéomarocain" est maintenant disponible sur amazon sous forme imprimée ou numérique.

## Code
- Code de langue IETF : aju